# Sideritis imbricata
Sideritis imbricata là một loài thực vật có hoa trong họ Hoa môi. Loài này được H.Lindb. miêu tả khoa học đầu tiên năm 1932.